# Magnificat (romanzo)
Magnificat è un romanzo di fantascienza scritto da Julian May e pubblicato nel 1996, terzo e ultimo volume della Trilogia del Milieu Galattico. Segue Jack dai mille volti (1991) e La maschera di diamante (1994).
Il romanzo ha una cornice narrativa ambientata nel 2113 e si concentra sugli anni cruciali tra il 2078 e il 2083, culminando nel racconto del conflitto conosciuto come Ribellione Metapsichica.

## Trama
Il romanzo si apre con le seguenti citazioni:
(Luca 1:46-47)
(Giuliana di Norwich)
(Pierre Teilhard de Chardin)
Nel 2113, a Kauai, Rogatien Remillard è impegnato nel portare a termine la stesura delle memorie di famiglia, che gli sono state affidate dal Fantasma di Famiglia (alias Unifex Espiante, alias Marc Remillard). Quest'ultimo, nella sua veste di Supervisore Lylmik, chiede ai figli Hagen e Cloud, che hanno condotto una vita ritirata dopo il loro ritorno dall'Esilio nel Pliocene, di aiutare lo "Zio Rogi" raccontandogli di quegli aspetti del progetto dell'Uomo Mentale che non sono mai stati divulgati. Sbalorditi nello scoprire che il padre è sopravvissuto per sei milioni di anni, raggiungendo una nuova forma di esistenza e dando vita al Milieu Galattico, i due non possono che acconsentire al suo desiderio, malgrado i timori verso colui che conoscono soprattutto come Abaddon, l'Angelo dell'Abisso.
Nel febbraio 2078, la reverenda gesuita Anne Remillard, presidente del Direttorato Panumano per l'Unità, rivela a Rogi di essere arrivata ad una conclusione sull'identità di Furia: si tratta del padre Denis, il rispettato patriarca della Dinastia Remillard. Malgrado le prove siano circostanziali (l'attentato al piccolo Jack, in ospedale, unica occasione certa in cui Furia ha assunto l'effettivo controllo del corpo ospite; la tentazione ai danni della stessa Anne) e si basino soprattutto su un profilo psicologico (la personalità multipla è causata da un grave trauma infantile, spesso di natura sessuale; il fatto che il fratello Victor abbia sviluppato una personalità visibilmente sociopatica, fa supporre che anche Denis sia rimasto vittima di abusi da parte del padre Don e che questi abbiano dato origine ad una personalità dissociata, diametralmente opposta, emersa non a caso solo dopo la morte di Victor), Anne ha raggiunto questa dolorosa certezza e vuole effettuare, insieme ai fratelli, un metaconcerto coercitivo-redattivo con cui tentare l'integrazione delle personalità del padre (o, in caso di fallimento, eliminare definitivamente la minaccia). 
Rogi suggerisce che il metaconcerto venga progettato da Jack ed effettuato con intensificazione CE, perché il particolare rapporto fra genitori e figli operanti e il mistero sulle effettive metafacoltà di Dennis, che non si è mai sottoposto ad una valutazione metapsichica, rendono il risultato particolarmente incerto, e accetta che la sua mente sia sondata per recuperare il necessario complesso metapsichico di Furia solo da Dorothea, per il residuo timore che Furia possa essere in realtà la stessa Anne.
Furia, grazie alla sua straordinaria facoltà di percezione a distanza, assiste al loro incontro e mette in azione gli ultimi due componenti sopravvissuti di Idra, Madeleine e Parnell, perché eliminino Anne e Rogi prima che qualcun altro possa essere informato della sua identità. La prima tenta di uccidere Anne causando un catastrofico incidente all'astronave con cui la donna si sta recando su Okanagon, ma Anne riesce miracolosamente a sopravvivere e ad accusare Idra, prima di essere messa in stato di completa incoscienza per i lunghi mesi di rigenerazione. L'altro tenta di uccidere Rogi una prima volta simulando un annegamento per un improbabile incidente di pesca, il cui esito non è fatale solo per il provvidenziale intervento proprio dell'inconsapevole Denis, e una seconda volta durante il matrimonio di Jack Remillard e Dorothea Macdonald, al White Mountain Resort Hotel del Monte Washington, e stavolta è lo stesso Rogi, dopo aver rivelato tutto su Furia agli sconcertati sposi, a salvarsi la vita, utilizzando come già in passato la tecnica yoga della spirale pranica per concentrare la sua facoltà metacreativa, abitualmente latente, e polverizzare letteralmente l'incredulo Parnell.
Intanto, Marc è impegnato nel portare avanti le sue controverse ricerche sull'intensificazione cerebroenergetica, un'innovazione scientifica senza precedenti nel Milieu, che suscita nelle razze aliene dubbi di natura etica sul concetto stesso di intensificazione artificiale delle facoltà mentali, ma anche timori che in questo modo l'evoluzione della Mente razziale umana la porti ad essere incompatibile con l'Unità. La dimostrata utilità dell'intensificazione CE nell'alterazione geofisica dei pianeti ha permesso che le ricerche proseguissero finora, ma il Direttore della Scienza ha manifestato crescenti dubbi e solo grazie ad un discorso di autodifesa reso convincente dalla sua straordinaria facoltà coercitiva Marc è riuscito a impedire che il Consiglio votasse una moratoria in merito. Marc, convinto che l'umanità abbia diritto di raggiungere il suo massimo potenziale mentale e che il Milieu in realtà lo ostacoli perché teme la superiorità mentale umana, nel settembre 2078 accetta l'offerta dei membri del consiglio esecutivo ribelle di diventare capo del Partito Ribelle, dando loro la dimostrazione dello stadio estremo raggiunto, l'armatura CE corporea completa, che permette di moltiplicare per seicento volte il potenziale mentale.
Nel corso del tradizionale veglione della notte di Natale del 2078, presso la fattoria di famiglia ad Hanover, Rogi è testimone impotente del fallimentare tentativo di metaconcerto coercitivo-redazionale per risanare Denis integrandone le personalità, effettuato da Jack, Dorothea e dai suoi stessi figli (ad esclusione di Anne, ancora fuori combattimento): le personalità di Denis vengono effettivamente fuse in una sola, ma il nuovo essere scompare nel nulla, attraverso un balzo dimensionale senza precedenti. Per nascondere la scomparsa e mantenere intatta la meritata fama del Grande Vecchio della Metapsicologia, viene inscenata una finta morte nel sonno per emorragia cerebrale.
Gli sforzi del Direttorato per l'Unità non sono sufficienti a contrastare la campagna dei ribelli mirata a convincere soprattutto l'umanità non operante, numericamente prevalente, a rifiutare l'Unità per i suoi aspetti disumanizzanti. 
Nel giugno 2079, sulla Sfera del Consiglio, in una delle rare occasioni in cui i rispettivi incarichi non tengono lontani i neosposi Jack e Dorothea, il cui reciproco amore è tale che i due insieme sperimentano insieme, almeno per un istante, quello che sarà l'Unità, Jack rivela alla compagna la sua convinzione che le cose dovranno peggiorare prima di poter migliorare, che sarà necessaria una catastrofe di proporzioni galattiche per risvegliare il sentimento d'amore dell'Unità e far compiere all'umanità un balzo evolutivo e che andrà compiuto un grande sacrificio. 
È lo stesso motivo per cui, in precedenza, Unifex Espiante ha spiegato agli altri supervisori lylmik che non devono intervenire in alcun modo nell'evitare il disastro imminente, inevitabile quanto necessario.
Furia, ora nel pieno controllo del corpo di Denis, dotato di facoltà da Gran Maestro Supremo, in grado di compiere balzi dimensionali, libero della dipendenza da Idra come interfaccia con la realtà fisica, è l'essere umano più potente della galassia. Il suo unico punto debole è l'instabilità dell'integrazione delle personalità, che contrasta nutrendosi dell'energia mentale di altri umani, come Idra.
Da un lato, continua il lavoro nell'inconscio di Marc in corso da anni per convincerlo a compiere il progetto dell'Uomo Mentale, dall'altro interviene più direttamente a favore del Partito Ribelle, nella prospettiva dell'obiettivo finale di creare un Secondo Milieu, sotto il suo dominio: 
lui e Madeleine occupano posti chiave del pianeta russo Astrakhan, impersonando rispettivamente l'Intendente Generale Ruslan Terekev e il suo Capo del Personale Lyudmila Arsanova, per procurare al Partito Ribelle un'intera flotta di astronavi da trasporto, da convertire in navi da guerra utilizzando l'enorme arsenale segreto accumulato nel corso degli ultimi due decenni dal Dirigente Planetario di Hibernia Rory Muldowney, acerrimo avversario del Milieu ma ancor più del Primo Magnate, Paul Remillard, amante di sua moglie Laura Tremblay e causa del suo suicidio, vent'anni prima.
Nel febbraio 2080, i capi ribelli si incontrano su Hibernia. Marc frena gli entusiasmi delle teste calde come Muldowney, perché teme una prematura dichiarazione di secessione, convinto che la guerra sarà decisa dalle grandi menti, non dai grossi cannoni, e che per raggiungere il potere mentale sufficiente per vincere il confronto con il Milieu manchino ancora degli anni: il progetto dell'Uomo Mentale dovrà selezionare almeno cento embrioni dalle potenzialità di Gran Maestri Supremi e portarne al pieno sviluppo le metafacoltà.
Per Furia, presente come Ruslan Terekev, è l'occasione per portare a compimento l'ormai ventennale relazione ipnoidea con cui ha radicato nell'inconscio di Marc l'attrazione per la sorella Madeleine. Marc avverte la crescente compulsione interiore verso Lyudmila/Madeleine, ma poi, durante la visita all'arsenale, accade l'imprevedibile: tutti quegli anni di profondo condizionamento mentale, mirati all'unione di fratello e sorella per la generazione dell'Uomo Mentale, vengono vanificati dall'incontro di Marc con la "sorella sbagliata", la ventiquattrenne Cyndia Muldowney (ufficialmente figlia di Rory, in realtà figlia di Paul, quindi sorellastra di Marc), di cui non può letteralmente evitare di innamorarsi.
Il loro legame di parentela è ignoto a chiunque, a loro per primi, e dopo poche settimane si sposano. Durante i primi mesi di matrimonio Marc, che ha represso la sua sessualità per tutta la vita adulta, è travolto dalla passione fisica e dalla tardiva scoperta dell'amore e del sesso. 
La scoperta della gravidanza di Cyndia lo porta però a dedicarsi nuovamente anima e corpo al progetto dell'Uomo Mentale, che nel settembre 2080 presenta infine al pubblico, in una versione edulcorata, come un progetto secondario delle ricerche sull'intensificazione cerebroenergetica, utilizzata in questo caso per la valutazione embrionale del potenziale metapsichico, mirato a generare un elevato numero di bambini dotati del potenziale mentale di Gran Maestri Supremi. Marc ottiene l'immediata approvazione generale, in particolare degli umani comuni non operanti, prospettando che questi bambini vadano in adozione, dando così ad ogni famiglia la possibilità di allevare un bambino operante, e che la loro stessa esistenza garantisca all'umanità che non potrà essere costretta ad essere assorbita dalla mente galattica del Milieu contro la propria volontà.
Il progetto in oltre un anno non porta però ad alcun risultato concreto. E nemmeno l'unione di Marc e Cyndia è destinata a generare Gran Maestri Supremi: tanto Denis Hagen, nato nel novembre 2080, quanto Cloud Laura, nata nel maggio 2082, hanno facoltà supreme profondamente latenti. All'inizio del 2081, Furia interviene direttamente, da un lato sostituendo l'ovaia di una donatrice con quella di Madeleine (è necessario un accoppiamento omozigotico per ottenere l'Uomo Mentale operante fin dalla prima generazione), dall'altro convincendo Marc a ritornare all'idea originaria, basata sull'esempio costituito dall'incorporeo fratello Jack, per accelerare la maturazione dei bambini: attraverso l'encefalizzazione artificiale, come adattamento della tecnologia del rigeneratore con intensificazione CE, è possibile forzare l'evoluzione in Homo Summus. 
Nel contempo però Denis comincia a riuscire per brevi periodi a riprendere il controllo del proprio corpo e a tentare di combattere la minaccia costituita da Furia e Marc.
La contrapposizione tra sostenitori del Milieu e Ribelli diventa sempre più dura. La propaganda dei primi per diffondere la conoscenza dei benefici dell'unificazione, con l'aiuto dei poltroyani, si scontra con il carisma di Marc, definito dagli avversari Abaddon l'Angelo dell'Abisso, che appare ragionevole e sinceramente preoccupato per l'umanità, che rifugge ogni confronto diretto con gli avversari e imputa al Milieu il rifiuto di ogni compromesso, facendo leva sulla paura del dominio alieno e sulla convinzione della superiorità umana. 
Quando nel gennaio 2082 il Consiglio ordina la cessazione del progetto dell'Uomo Mentale e confisca i tremila embrioni generati, sembra la prova più evidente del dispotismo alieno. Ma prima della confisca Marc è riuscito a trafugare 114 embrioni con potenziale mentale supremo e può portare avanti segretamente il progetto su Okanagon, il più importante mondo in mano ai Ribelli. Cyndia, che l'ha sempre sostenuto, è sconvolta dalla scoperta dell'encefalizzazione forzata (che potrebbe essere applicata anche ai suoi figli, per attivare le metafacoltà supreme latenti), ma non può che continuare a rimanere a fianco dell'uomo che ama, convinta che l'Uomo Mentale sia realmente la salvezza dell'umanità.
A luglio, su Caledonia, dopo un dibattito televisivo sull'Unità a cui hanno partecipato fra gli altri Paul e Terekev, il primo viene aggredito dall'altro, che rivela di essere Furia e tenta di ucciderlo attraverso il prosciugamento neurale. Paul, pur gravemente danneggiato a livello cerebrale, si salva grazie al coraggioso intervento dell'amico poltroyano Fritiso-Prontinalin, che viene brutalmente ucciso, e al temporaneo riemergere della personalità di Denis.
Il 27 ottobre, Denis riesce nuovamente a riprendere il controllo del proprio corpo e sfrutta questa occasione decisiva per smantellare per quanto gli è possibile il male compiuto da Furia: su Okanagon, dopo aver fallito nel tentativo di convincere Marc ad abbandonare il progetto dell'Uomo Mentale, perché Madeleine ha corrotto i neonati vincolandoli a sé e trasformandoli in una nuova Idra, e aver dovuto uccidere in prima persona tutti i bambini mentali, Denis spiega all'incredula Cyndia perché il progetto dell'Uomo Mentale sia un immenso pericolo per l'umanità e l'intera galassia e perché sia necessario che lei, unica a poter avvicinare Marc quando è vulnerabile, gli impedisca di produrre un'altra generazione di uomini mentali.
Intanto Marc, che ha percepito la morte dei bambini, non può affrontare Furia, teleportato altrove, ma Madeleine, che gli rivela tutto, a cominciare dal fatto che lei sia la "madre" dell'Uomo Mentale e Cyndia sia loro sorella, e che gli propone di ricominciare da capo per fondare e guidare insieme il Secondo Milieu. Lui, attraverso il proprio potere creativo intensificato, le distrugge il cervello, ma ne conserva il corpo in stato vegetativo, perché non ha abbandonato il progetto.
Il giorno successivo, sulla Terra, Denis attira con un impulso coercitivo Rogi in un posto isolato, sul Monte Washington, teatro del Grande Intervento, e gli chiede di ucciderlo, perché è vincolato a Furia fino alla morte e solo la fine del suo corpo fisico può garantire che Furia non potrà aiutare Marc a far rinascere l'Uomo Mentale. Rogi accetta a malincuore di servirsi nuovamente della letale spirale esterna di energia metacreativa, ma Furia riesce a riprendere il controllo e tenta a sua volta di ucciderlo. Solo con l'aiuto del Grande Rubino, affidatogli decenni prima dal Fantasma di Famiglia, Rogi riesce a prevalere e dare la liberazione a quel suo povero figlio adottivo. La scomparsa di Furia è un sollievo per l'intera Dinastia Remillard.
Jack e Rogi si recano su Okanagon, per tentare inutilmente un'ultima volta di riportare alla ragione Marc. Rogi racconta tutta la storia di Furia e Idra a Cyndia, che si convince infine che il progetto dell'Uomo Mentale è sbagliato, immorale, osceno e soprattutto un terribile pericolo in se stesso, a prescindere da Idra. Nella notte di Capodanno 2082-2083, al culmine di un rapporto sessuale, Cyndia utilizza un disintegratore sonico per danneggiare irreversibilmente il DNA dello sperma di Marc, il quale reagisce istintivamente e involontariamente all'attacco della moglie uccidendola. In seguito Marc piange per la fine dell'Uomo Mentale, ma non per la donna che ha amato e da cui è stato tradito e umiliato.
Durante la sessione del Consiglio del febbraio 2083, viene imposto un giuramento di fedeltà al Milieu e circa 130 magnati ribelli vengono espulsi.
Il 19 marzo 2083 il Partito Ribelle dichiara l'indipendenza dell'umanità con una dimostrazione cataclismatica che ha l'obiettivo di costringere il pacifico Milieu a capitolare senza intraprendere un conflitto prolungato: un gigantesco metaconcerto offensivo guidato da Marc distrugge Molakar, pianeta krondaku sul quale si stava accumulando una flotta del Milieu nella prospettiva di dover isolare la Terra, e sacrifica all'obiettivo della libertà umana la vita di due miliardi di individui innocenti.
Il Milieu decide che il contrattacco, inevitabilmente non violento, venga condotto solo dai magnati umani e siano loro a decidere la sorte dell'umanità.
Il 27 maggio 2083, Giorno di Sant'Agostino, avviene il confronto finale della Ribellione Metapsichica. Nello spazio limitrofo al pianeta Okanagon, tre persone, Jack, Dorothea e il debilitato Paul, affrontano l'intera flotta ribelle schierata, che può disporre di quasi duemila operatori in armatura CE completa e di cinquemila operatori con casco CE.
Jack e Dorothea attraverso una convocazione mentale a distanza fanno appello agli uomini di buona volontà di tutta la galassia che credono nella non-aggressione e nella coesistenza pacifica perché si uniscano a loro. Il flusso diffuso d'energia, proveniente da milioni di menti, anche di non operanti, viene convogliato e concentrato attraverso la Gemma di Kauai, un congegno modellato sul Grande Rubino di Rogi, dando vita ad un metaconcerto d'amore, versione di proporzioni galattiche di quello realizzato da Denis prima dell'Intervento, precursore della Mente Unificata dell'umanità, nel quale gli umani sperimentano per la prima volta la consapevolezza cosmica dell'Unità. Il risultato è una gigantesca bolla d'energia del diametro di 30 000 km, che i Ribelli attaccano inutilmente ricorrendo addirittura a bombe antimateria, che l'attraversano senza danno e colpiscono invece Okanagon. L'intera umanità assiste inorridita alla morte di un intero pianeta e di due miliardi di esseri umani, molti indecisi e molti degli stessi ribelli si uniscono al metaconcerto d'amore. 
Attraverso una traslazione iperspaziale, Marc penetra con la squadra di focalizzazione primaria del suo metaconcerto offensivo all'interno della bolla e con una titanica scarica creativa attacca Jack, Dorothea e Paul. I tre eroici difensori umani del Milieu periscono, ma il loro metaconcerto sopravvive, rafforzato dall'aiuto degli alleati alieni, e gli umani sperimentano, almeno per un fugace attimo, la vera Unità, prima di scivolare di nuovo ad un più basso livello di consapevolezza.
Marc e gli altri ribelli vengono invece investiti da un terribile ritorno di fiamma disergico che fa collassare il loro metaconcerto, incenerisci vivi i cinquemila operatori con casco CE e danneggia le menti degli operatori più potenti.
Mentre ancora le conseguenze dello scontro non sono evidenti a tutti, Marc incontra inaspettatamente sulla propria astronave il lylmik Unifex Espiante, con il quale ammette la sconfitta, ma rivendica la gloria del coraggioso tentativo. Unifex però ha un'incredibile proposta per lui: mentre l'armata sconfitta è ricoverata sulla Terra, a Marc è concesso di scappare con un centinaio dei più potenti gran maestri ribelli attraverso la porta temporale dell'Auberge du portail di Théophile Guderian, a Saint-Antoine-des-Vignes, l'unica singolarità temporale nota di tutta la galassia, che permette di tornare a sei milioni di anni prima, nel Pliocene.
Rogi conclude così le memorie della famiglia Remillard e il Fantasma di Famiglia, alias Unifex Espiante alias Marc Remillard, può infine lasciarlo, non senza avergli fatto un regalo speciale, l'inaspettata apparizione alla sua porta di Elaine Donovan, il grande amore della sua vita, incontrata per la prima volta un secolo prima e prematuramente lasciata, disponibile ora a recuperare il tempo perduto.
Le memorie di Rogatien "Rogi" Remillard si concludono con la seguente citazione, riferita ai personaggi di Jack il Senzacorpo e Illusio Maschera di Diamante:
(Daniele, 12.3)
L'intera trilogia si conclude invece con una citazione che così la riassume:
(T.S. Eliot)

## Edizioni
- Julian May, Magnificat, Knopf, 1996, ISBN 0-679-44177-8.
- Julian May, Magnificat, traduzione di Annarita Guarnieri, collana Cosmo Oro n° 164, Editrice Nord, 1997,  p. 522, ISBN 88-429-0971-8.